# 中国少年先锋队
中国少年先锋队，简称中国少先队、少先队，是中国共产党的先锋组织，是中国共产主义青年团授权领导的群众性儿童组织。
受苏联先锋运动影响，中国共产党成立早期曾设立多个儿童共产主义组织，如1931年在苏维埃区成立的少先队和后期的儿童团等。中华人民共和国成立后，中国新民主主义青年团中央委员会于1949年10月13日宣布成立“中国少年儿童队”，由原少年先锋队和儿童团合并而成，1953年6月改为现名。
中國少先队的組織架構主要基於民主集中制，而主要架构則源於苏联少先队。中國少先队最高機構是每5年召開一次的全國代表大會，而當全國代表大會閉會期間則由中国少年先锋队全国工作委员会作為领导机构。
中國少先队申請人的加入年龄必須介於6歲至14歲間，中国少先队坚持“全童入队”原则，所有适龄儿童在小学阶段会在一到三年时间内全部加入少先队，这与队章中体现的“自愿加入”原则有所背离，而从另一个角度看，在社会层面少先队员的身份对于绝大多数小学生及其家长来说都是一种荣誉，“强制性”其实并不明显。在2020年后的入队工作实际操作中，实行分批入队制度，适龄儿童需要按照队章流程进行申请，入队人数少量多批，一改往日“全童同时入队”的情况。。
截至2023年末，中国少先队员在籍人数为11480.7万人。
中國少先队始終宣稱其理想與目標是實現共產主義，將自身視為代表最广大中国少年的先锋组织。其中《中國少年先锋队章程》指出中國少先队堅持中國特色社會主義理论，並將中國少先队表述為：「是中国少年儿童的群众组织，是少年儿童学习中国特色社会主义和共产主义的学校，是建设社会主义和共产主义的预备队」。少先队八大将队章中的“群众组织”修改为“群团组织”。

## 名称标识

### 队旗

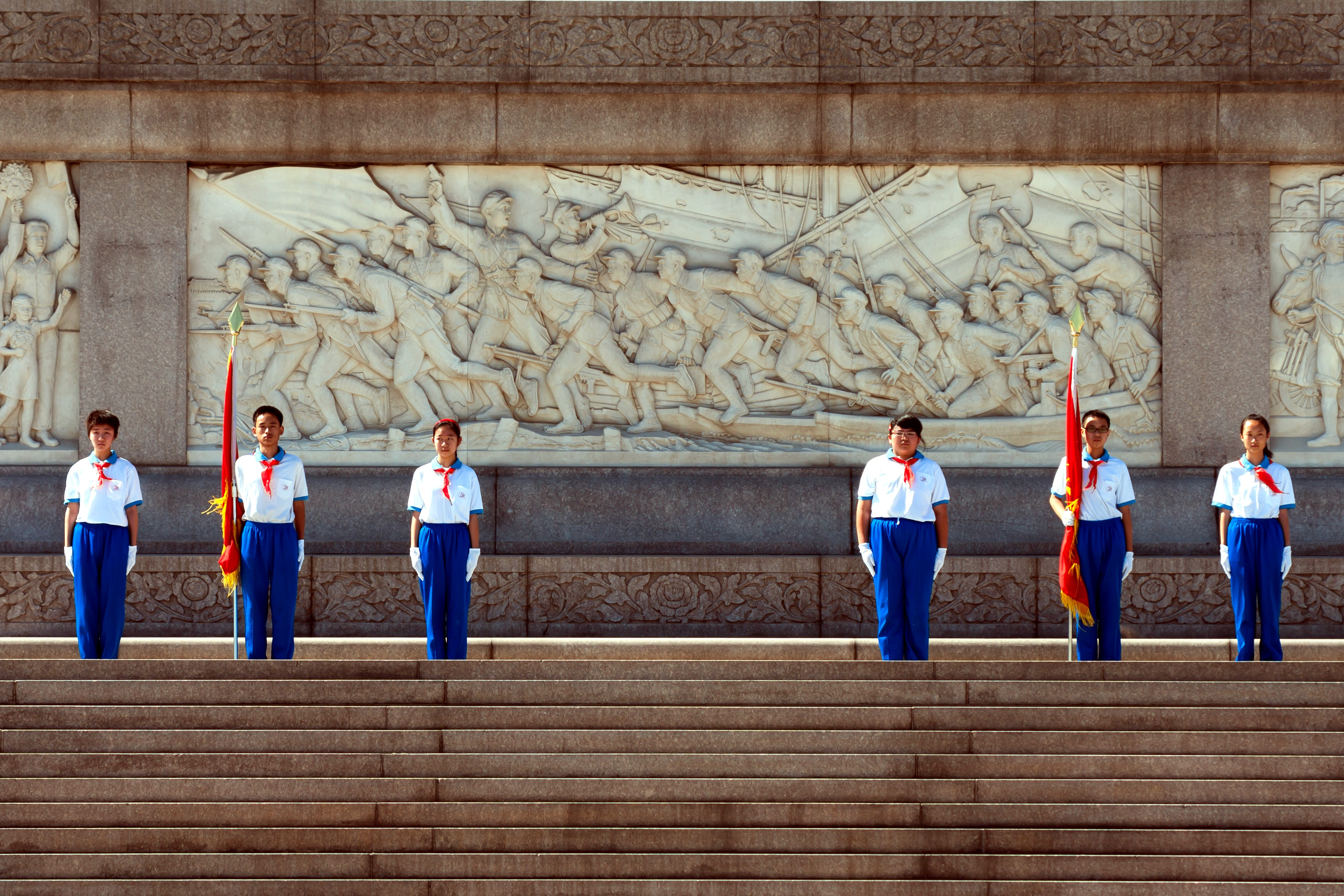
2009年，人民英雄纪念碑前手擎少先队大队旗的中国少年先锋队队员。

队旗为红色，象征革命胜利，队旗中央的五角星，代表中国共产党的领导，火炬象征光明。队旗寓意着：在中国共产党的领导下，向着光明的未来前进。
大队旗高为90厘米，长为120厘米，旗中心有黄色五角星及火炬（火炬镶黄色边，内为红色）。中队旗高为60厘米，长为80厘米，一端剪去高为20厘米、底宽为60厘米的等腰三角形，形成一个三角缺口（该三角形就是紅領巾）。五角星及火炬（颜色同大队旗）在以60厘米为边长的正方形中心。
- 大队旗
- 中队旗

### 队徽

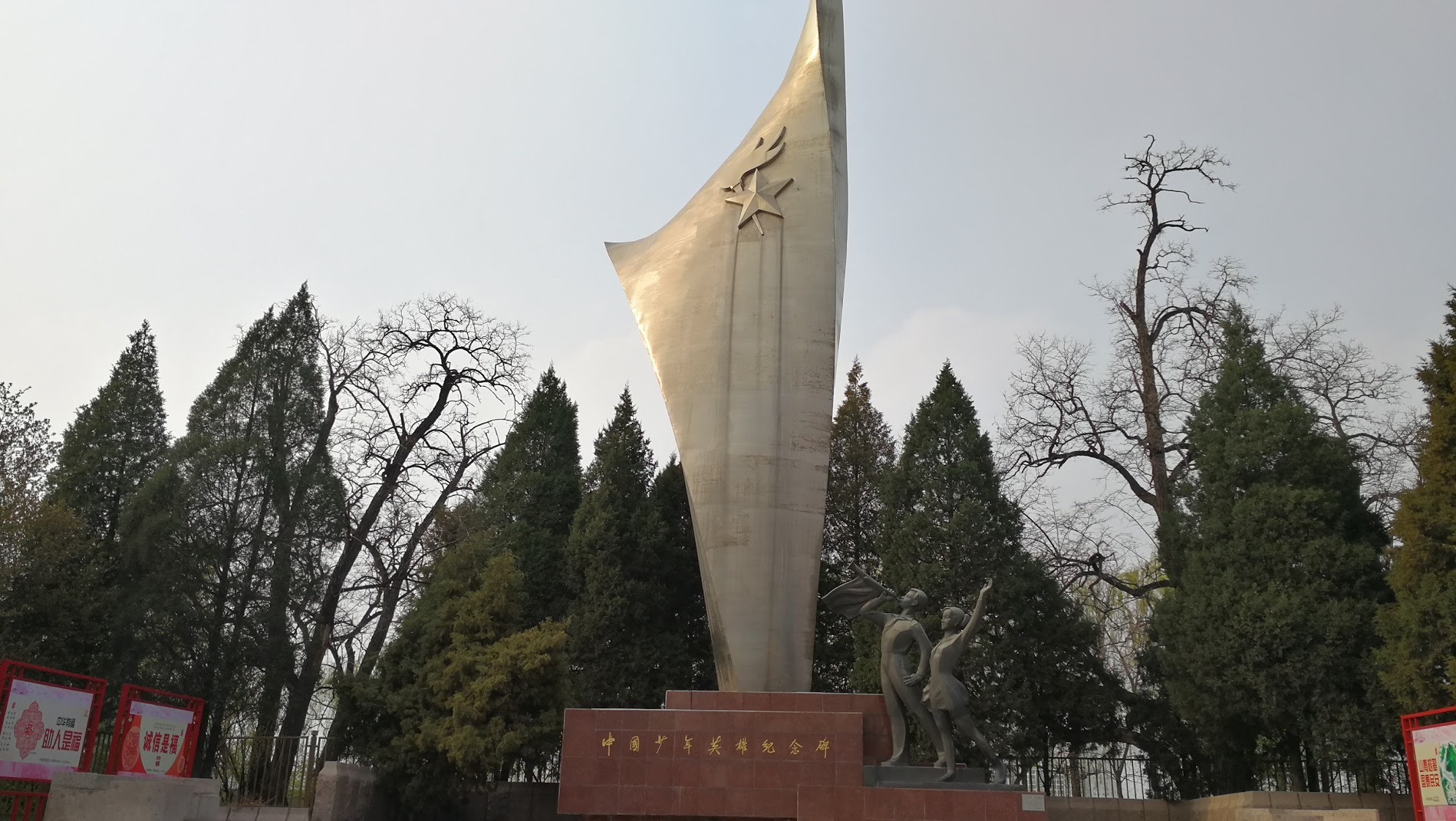
中国少年英雄纪念碑，上为中国少年先锋队队徽图案，位于北京玉渊潭公园内，1990年落成。

队徽由五角星加火炬和写有“中国少先队”的红色绶带组成。五角星、“中国少先队”五个字和火炬炳为金色，绶带和火炬的火焰为正红色，火焰和绶带镶金边，“中国少先队”字体为黑体。由刘恪山设计于1980年，参考了其他国家先锋运动中的元素。

### 领巾

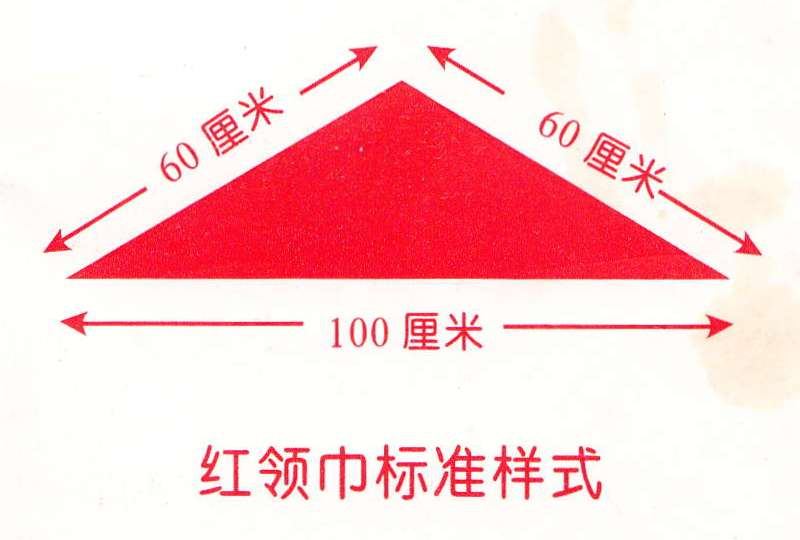
中国少先队红领巾的规格。

少先队员在学校期间需佩戴红领巾，作为身份识别标志。按照队章的解释，红领巾代表红旗的一角，是革命先烈的鲜血染成，每个队员都应该佩戴它和爱护它。
实际使用中，很多小學強制要求學生在上學時必須佩戴紅領巾或隊徽，並由門口的值日生檢查。而在一些物质条件落后的小学，只有学校内举办升旗仪式或是大型活动时才会要求佩戴红领巾。

### 队礼及口号
《中国少先队章程》规定，少先队队礼为右手五指并拢，高举头上。它表示人民的利益高于一切。少先队口号的开头为“准备着，为共产主义事业而奋斗！”接引时称“时刻准备着！”

### 队歌
中國少年先鋒隊歷史上有兩首队歌，1950年4月，由郭沫若作詞，马思聪作曲的《中國少年兒童隊隊歌》被定为少兒隊隊歌，即第一代少先隊隊歌。1978年10月27日，由周郁辉作詞，寄明作曲，故事片《英雄小八路》主題歌——《我们是共产主义接班人》被定為中國少年先鋒隊隊歌。

## 历史发展

### 前身
1922年5月19日，全俄共青团代表大会决定成立红色少年先锋队组织，当时译为劳动童子军。会议建议中央根据少年儿童年龄的不同,分别建立少年组织和儿童组织。1931年6月17日，共青团中央通过《关于儿童运动决议案》。决议指出：在苏维埃区域内，应组织统一的“共产主义儿童团”，工农出身的儿童皆可加入。儿童团的标志是红领带；儿童团的口号是列宁逝世后命名的“列宁少先队”誓言：“准备着，时刻准备着”；儿童团的仪节是举手礼。1932年1月8日中央苏区少年先锋队总队部机关报《少年先锋》创刊。1月21日至25日全国苏区少年先锋队代表大会在江西瑞金举行开幕式。宣布少先队“是苏维埃强有力的保卫者”。
中华人民共和国建立前，中国共产党创立和领导的少年儿童革命组织主要有北伐战争时期的劳动童子团、第一次国共内战时期的共产儿童团、抗日战争时期的儿童团和第二次国共内战时期的儿童团等。1924年成立的劳动童子团是第一次国内革命战争时期中国共产党领导建立的少年儿童组织。任弼时借鉴西欧各国和苏俄劳动童子团组织的成功经验，结合中国五卅运动后的实际，“为了养成将来的无产阶级战士，提高对新生无产阶级的教育，我们应该开始这种工作”，“务使劳动童子团的组织能扩大而普及全国贫苦儿童群众中”。《中央关于青年团工作的决议》依据少共国际最近关于少先队的指示来总结少先队的丰富的经验，广大组织少年先锋队。1932年《中央关于红五月运动的决议》决定少先队由共产党员，工人群众的干部来领导。赤少队大部分表现出没有自卫的能力，调动着去配合红军作战，则发生开小差和逃跑。在1927年建立了共产儿童团。

### 中华人民共和国成立后

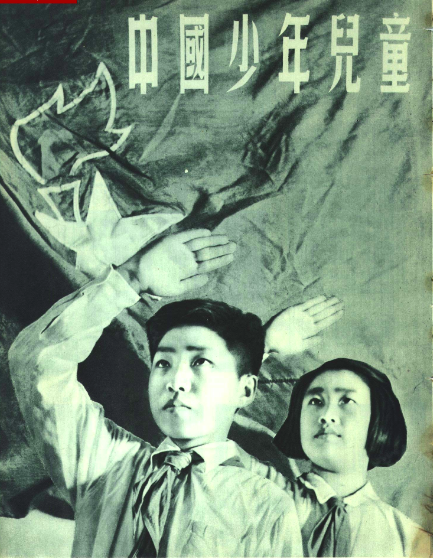
1951年，《中国少年儿童》杂志上的少先队员形象。

1949年10月13日，中国少年儿童队成立。1950年，共青團中央召开了第一次全国少年儿童工作干部大会，开展了“三要三不要”。1953年6月，中国少年儿童队改名为中国少年先锋队，进行“小五年计划”。11月，共青团中央召开了第二次全国少年儿童工作会议。1954年6月1日，根据党中央的决议，共青团中央正式公布了《中国少年先锋队队章》
1955年，举行第三次全国少年儿童工作会议。1958年6月，中国共青团三届三中全会通过并公布誓词。内容为，“我是中国少年先锋队队员。我在队旗下宣誓：我決心遵照中國共產黨的教導，好好学习，好好勞動，好好工作，准备着：为共产主义事业贡献力量。”
1960年，共青团中央召开第四次全国少先队工作会议，会议作了题为《高举毛泽东思想的红旗，坚持少年儿童运动的共产主义方向》的报告。1962年，团中央召开了第五次全国少先队工作会议，会议作了题为《为更好地培养共产主义新一代而奋斗》的报告。
文化大革命时期，少先队工作陷入停顿，而“红小兵”组织逐渐兴起替代。但由于执行了评定标准，文革时期大多数少先队员并未加入红小兵。
1978年10月，共青团十大宣布了中国共产党中央关于少年儿童组织恢复中国少年先锋队名称的决定。中国少年先锋队重建。1979年，共青团中央召开第六次全国少先队工作会议。1984年7月25日至8月4日，共青团中央和教育部在北京联合召开了“中国少年先锋队队员和辅导员代表大会”，这次会议上通过成立了中国少年先锋队全国工作委员会，即全国少工委。
2005年6月3日，中国少年先锋队第五次全国代表大会选举产生了新一届全国少工委委员。2010年6月1日至2日，中国少年先锋队第六次全国代表大会选举产生了新一届全国少工委委员。2015年6月1日至2日，中国少年先锋队第七次全国代表大会选举产生了新一届全国少工委委员。2020年7月23日至24日，中国少年先锋队第八次全国代表大会选举产生了新一届全国少工委委员。2025年5月27日至28日，中国少年先锋队第九次全国代表大会在北京召开，并由北京实验学校（海淀）学生杜卡妮及广州市培正中学学生伦子萱担任代表并发言讲话，选举产生了新一届全国少工委委员。
少先队队章全称为《中国少年先锋队章程》，章程曾在2000年6月3日在第四次全国少代会上修订，现行章程是2020年7月24日在第八次全国少代会上修订通过的。

## 组织机构

### 全国组织

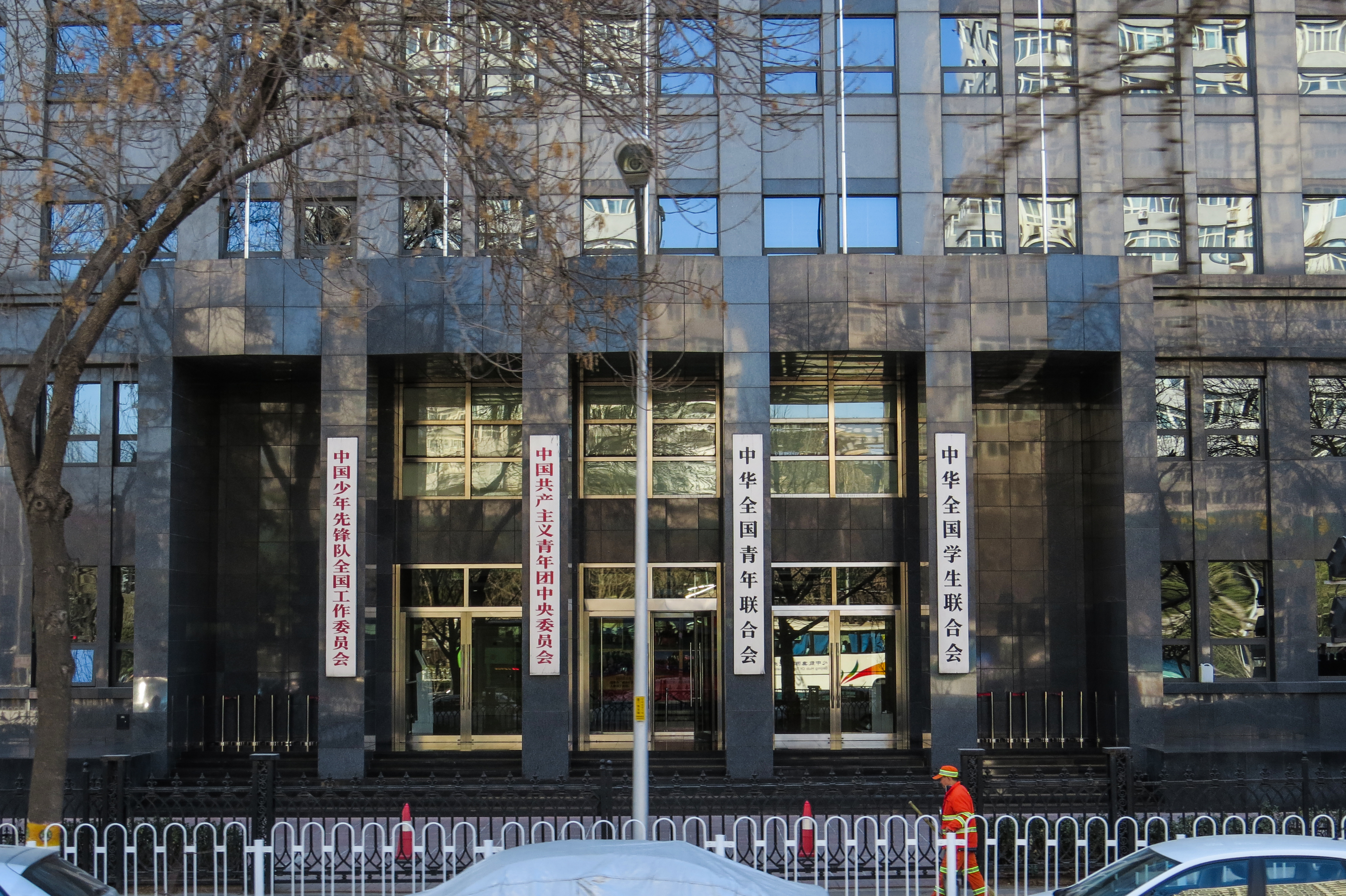
中国少年先锋队全国工作委员会的办公大楼。

与中国共产党的组织形式类似，根据《中国少先队章程》确立的制度，其中中國少年先锋队全國代表大會是中国少先队的最高机构。少先队实行每五年举行一次全国代表大会的制度，而每次大会将会持续数天。
而在全國代表大會閉會後，則是由全國代表大會所產生的中國少年先锋队全国工作委員會擔任最高決策機構；在這期間由全国工作委員會執行全國代表大會的決議並領導中國少先队全部工作，對外則是代表少先队。
新當選的中國少年先锋队全国工作委員會委員除了之後會在不同共青团和少先队团组织、学校工作外，在第一次全體會議上會分別從中國少年先锋队全国工作委員會委員中選出作為主要負責人的中國少年先锋队全国工作委員會主任，並且由其擔任中國少先队的領導人，并兼任共青团中央书记处书记。中國少年先锋队全国工作委員會全體会议一般每年舉行一次，為期2天至3天。在全国工作委員會全體會議閉會期間，則是由中國少年先锋队全国工作委員會办公室行使其职权。中國少年先锋队全国工作委員會办公室设在共青团中央少年部。

### 地方組織
中國少先队在各個省、自治區、直轄市；設區的市、自治州；縣（包括旗）、自治縣、不設區的市和市轄區成立地方代表大會（少代会），並且由這些代表大會自行選出該級單位的少先队工作委員會（少工委）主任、副主任、总辅导员。中國少先队省級、地级代表大會應該每3年舉行一次，县级代表大会每年举办一次。少工委的人數和選舉程序由各地地方代表大會決定，且必須經由上級地方代表大會批准才得以施行。
个别地区还在原有的少先队大队、中队、小队之上设立少先队总队，由少先队员任总队长，并由此建立了“五道杠”制度。不过这一制度并未得到少先队章程承认。

### 基层组织

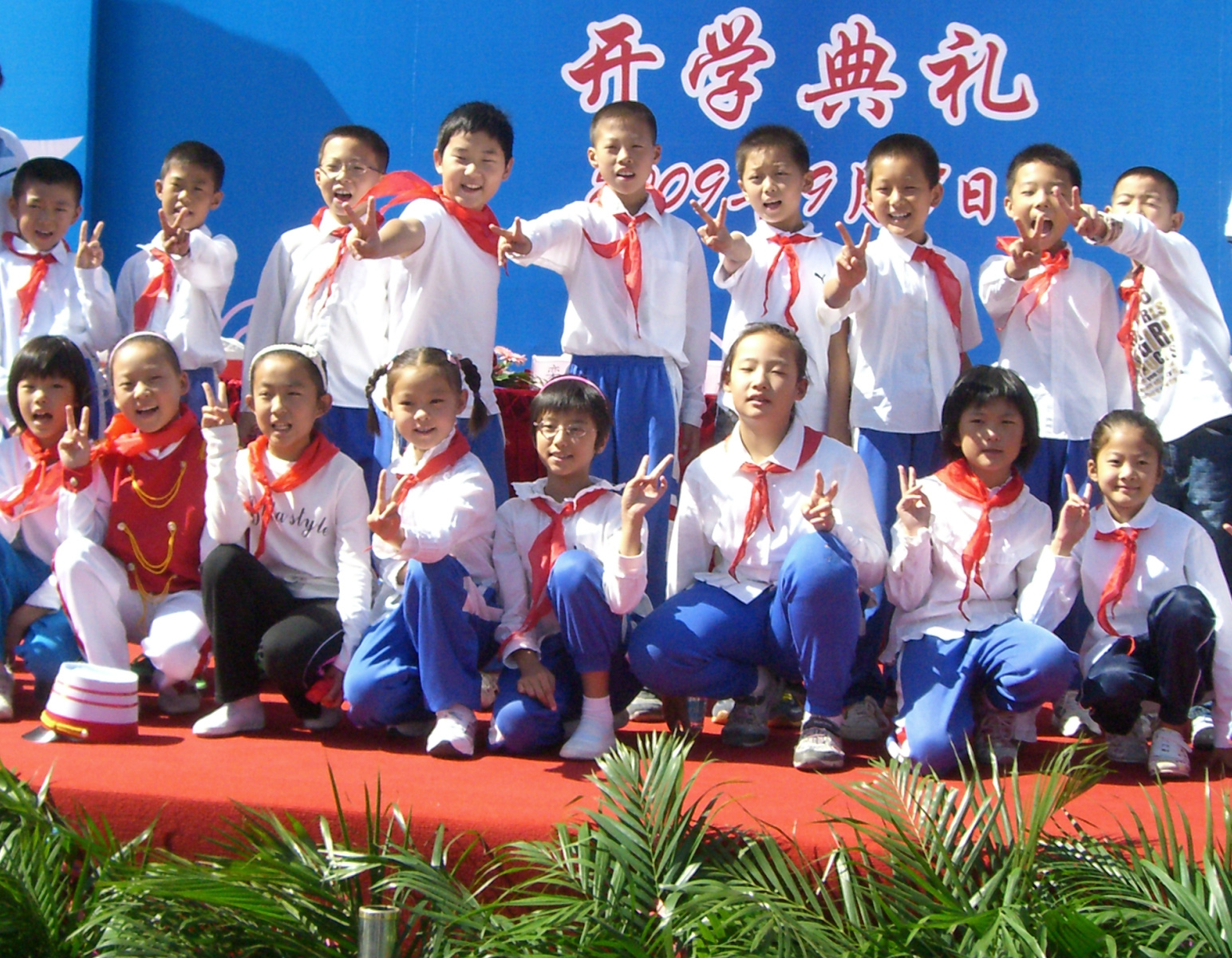
2009年某小學開學典禮上的少先隊員們

少先队在全国所有中学、小学中设置少先队组织。在学校中，少先队组织由同级共青团团委领导。分为大队、中队、小队。小队由5至13人组成，设正副小队长。中队由两个以上的小队组成，成立中队委员会，由3至7人组成。大队由两个以上的中队组成，成立大队委员会，由7至13人组成。其中，小队长和中队、大队委员会委员都由队员选举产生。半年或一年选举一次。
具体而言，其在小学内所有班级都设立了中队委员会，与班级委员会共同管理班级，班长和中队长负责班级的全面工作，班级中队委员会一般设队长、副队长、旗手和学习委员、劳动委员、文娱委员、体育委员、组织委员、宣传委员等职位，负责具体事宜。进入初中后，班级内的少先队员则由班级团支部书记领导。
此外，上海市等地区还在小学一、二年级设儿童团，作为少先队的预备队。儿童团员的象征物是“绿领巾”，表示儿童团员是祖国的小苗苗。

### 少先队员
申請加入中國少先队者年齡必須滿六周歲，并在入队前“为人民做一件好事”。申請人必須在队旗前舉行入队宣誓才能夠成為少先队员。根據《中國少先队章程》，全體少先队員必須服從命令、遵守紀律、堅持團結、服務於人民，接受中国共产党的领导，並且促進社會主義道路的發展。
在加入中國少先队后將會参加许多活动，這包括举行队会，组织参观、访问、野营、旅行、故事会，开展文化科学、娱乐游戏、军事体育等活动，以及参加“力所能及的公益劳动和社会实践”。

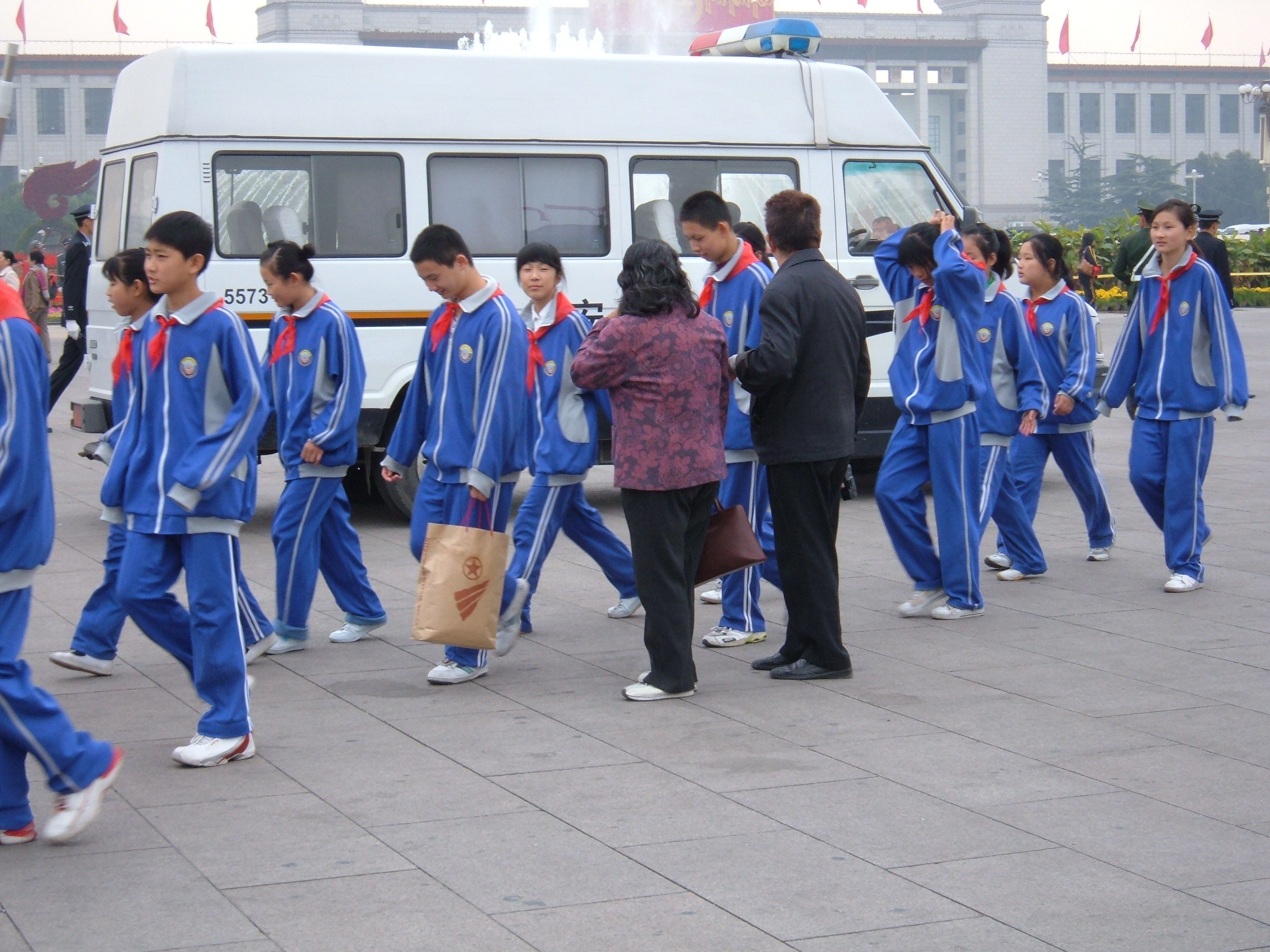
2007年，一群中國少年先鋒隊隊员在北京天安門廣場

其退出方式与共青团相似，均为超龄自动退出。多数队员是超过14岁后自动离队，亦有人士因为毕业、工作或者居住地变更的原因，没有进行组织关系转接导致队籍遗失。

## 历届全国少工委主任
中国少年先锋队第一届全国工作委员会（1984年－1990年）
- 李源潮

中国少年先锋队第二届全国工作委员会（1990年－1995年）
- 李源潮（1990年－1991年）
- 李克强（1991年－1993年）
- 袁纯清（1993年－1995年）

中国少年先锋队第三届全国工作委员会（1995年－2000年）
- 刘鹏（1995年－1998年）
- 巴音朝鲁（1998年－2000年）

中国少年先锋队第四届全国工作委员会（2000年－2005年）
- 巴音朝鲁（2000年－2001年）
- 孙金龙（2001年－2003年）
- 赵勇（2003年－2005年）

中国少年先锋队第五届全国工作委员会（2005年－2010年）
- 赵勇（2005年－2006年）
- 杨岳（2006年－2009年）
- 罗梅（2009年－2010年）

中国少年先锋队第六届全国工作委员会（2010年－2015年）
- 罗梅（2010年－2015年）

中国少年先锋队第七届全国工作委员会（2015年－2020年）
- 罗梅（2015年－2017年）
- 傅振邦（2017年－2019年）
- 吴刚（2019年－2020年）

中国少年先锋队第八届全国工作委员会（2020年－）
- 吴刚（2020年－2021年）
- 贺军科（2021年－2023年）
- 阿东（2023年－）

### 名誉主任
- 陈希（2023年－）